# Moping (sockenhuvudort i Kina, Hubei Sheng, lat 30,81, long 110,43)
Moping (kinesiska: 磨坪, 磨坪乡) är en sockenhuvudort i Kina. Den ligger i provinsen Hubei, i den centrala delen av landet, omkring 370 kilometer väster om provinshuvudstaden Wuhan. Antalet invånare är 11 368. Befolkningen består av 5 169 kvinnor och 6 199 män. Barn under 15 år utgör 9,0 %, vuxna 15-64 år 77 %, och äldre över 65 år 12,0 %.
Runt Moping är det ganska tätbefolkat, med 116 invånare per kvadratkilometer. Närmaste större samhälle är Chadianzi, 15,9 km nordväst om Moping. I omgivningarna runt Moping växer i huvudsak blandskog.
Genomsnittlig årsnederbörd är 1 561 millimeter. Den regnigaste månaden är september, med i genomsnitt 241 mm nederbörd, och den torraste är december, med 23 mm nederbörd.